# Hatch (Novo México)
Hatch é uma vila localizada no estado americano de Novo México, no Condado de Dona Ana.

## Demografia
Segundo o censo americano de 2000, a sua população era de 1673 habitantes.
Em 2006, foi estimada uma população de 1649, um decréscimo de 24 (-1.4%).

## Geografia
De acordo com o United States Census Bureau tem uma área de 8,0 km², dos quais 8,0 km² cobertos por terra e 0,0 km² cobertos por água. Hatch localiza-se a aproximadamente 1237 m acima do nível do mar.

## Localidades na vizinhança
O diagrama seguinte representa as localidades num raio de 44 km ao redor de Hatch.